# Estética de uñas
La estética de uñas es la continuación artificial y la extensión de la uña mediante escultura u otro medio artificial auxiliar.

## Procedimiento

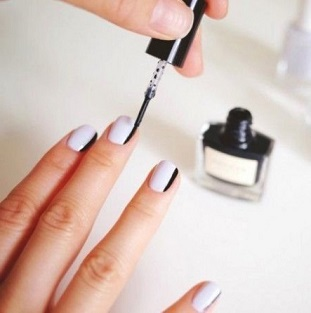
Estética de uñas.

Tiene su origen en la medicina. Las extensiones de uñas eran originalmente prótesis que debían sustituir pérdida de uñas con otras artificiales en lugar de las que ya no funcionaban. Al cliente se le lima el borde de la uña, alrededor de la extensión se pone el pegamento, siendo este de material sintético y se adhiere sobre el diseño de la uña, un trabajo que se hace con una plantilla auxiliar, se pone debajo de la natural para realizar posteriormente la continuación de la otra.

## El tratamiento y el material
Los materiales con los que se esculpe la uña principalmente son: acrílico, gel, acrilgel y ocasionalmente fibra de vidrio o de porcelana.

### Acrílico
Sistema de uñas también llamado uñas acrílicas. Es una derivación del sistema de uñas de porcelana.
Este tipo de uñas se construye mezclando dos componentes acrílicos, un líquido (monómero) y un polvo acrílico (polímero).
Al mezclar estos dos componentes se hace una pasta que se endurece o fragua al contacto con el aire, formando una capa que se adhiere de inmediato a las uñas, blanqueándolas del desgaste constante que reciben al estar expuestas a todo tipo de agresiones externas.
Existen diferentes métodos para el esculpido con acrílico. La más moderna y la que supuestamente da mejor resultado es el método de las perlas: se arman perlas con un pincel especial y se aplican sobre la uña en diferentes zonas.
Este material se distingue por tener una gran dureza.

### Forma Gel en 3D
Conocido como "uñas de gel" se hacen las uñas a partir de un gel acrílico UV reactivo que se endurece bajo luz ultravioleta. La esculpidora posee el dispositivo de endurecimiento (lámpara ultravioleta) en la que el cliente introduce su mano una vez colocado el gel en las uñas. Tales geles pueden ser de diferente color y densidad y se utilizarán unos u otros dependiendo del trabajo que se vaya a realizar.
Si útilizamos tips nos permiten extender el largo de la uña natural gracias a los tips conseguimos darle el largo deseado a la uña de la clienta haciéndolas ver mucho más esteoizadas que la uña natural.
O como también podemos utilizar molde el gel se coloca desde el molde,cuando se encuentra endurecido se retira el molde quedando la extensión de la uña en el aire .
El efecto 3D es una de las tendencias con más fuerzas en el diseño de uñas
Consiste en que el diseño se lleva sobre la uña de gel terminada es decir el diseño no se encapsula para protegerlo.

### Fibra de vidrio
Hoy apenas por lo general la fibra de vidrio se refuerza con una fibra textil, y tal fibra por lo general es de cristal o de seda, en varios movimientos son reemplazados y sellados. Sin embargo, este método es a veces necesario para reparar uñas naturales rasgadas y darles la estabilidad necesaria.

### Tips
Los llamados tips permiten extender el largo de la uña natural. Son pequeñas extensiones de plástico de diferentes colores: natural, transparente, blanco radiante o colores de fantasía.
Cada tips sirve para una aplicación en concreto. Los naturales sirven para crear uñas que parezcan naturales como el nombre indica, los de francesa de colores para crear blanco o colores de fantasía, etc.
Los tips sirven para la aplicación de uñas de gel, de acrílico y de fibra de vidrio. El largo ideal para lucir uñas femeninas es cuando apenas pasan la punta del dedo.
Gracias a los tips conseguimos darle el largo deseado a la uña de la clienta, haciéndolas ver mucho más largas o estilizadas que las uñas naturales.

### Moldes
Los moldes para el esculpido de uñas son, en realidad, una pegatina que se coloca en el borde de la uña para realizar su alargamiento. El material acrílico o gel se coloca desde el molde, cuando se encuentra endurecido se retira el modelo quedando la extensión de la uña en el aire.
El nail art, traducido literalmente como arte en uñas, se refiere a la decoración de las uñas. Hasta poco el nail art se refería solo a las uñas esculpidas, pero en la actualidad se amplía a los diseños que también se hacen con esmaltes.
La decoración de las uñas esculpidas abarca desde los encapsulados (pedrería o figuritas minúsculas que quedan dentro del acrílico o gel), hasta decoración con dibujos realistas o pinceladas, piercing de uñas y otros muchos tipos de diseños.
Hay varios sitios donde se pueden comprar plantillas para decorar, conseguir un estilo profesional y diferente para las uñas.

## Francés semipermanente
Es una variante de nail art, es la manicura francesa con el extremo de la uña puede ser el color blanco natural o el blanco radiante, el resto se pinta con material transparente o un poquito lechoso.

## Efectos sobre la uña
Las uñas naturales puede verse afectadas debido al uso de las adhesivos empleados para fijar a las postizas, o también debido a limpieza deficiente que favorece el crecimiento de hongos.  Después de quitar una uña postiza, la uña de natural es más fina, y queda por debajo de ella y se suaviza porque la queratina de la uña postiza no tiene ningún contacto con el aire para endurecerse, además, la uña anterior al proceso puede fácilmente debilitar las uñas finas de todos modos. Sin embargo, la siguiente uña no ha sido cambiada por la nueva uña postiza, después de aproximadamente 3-4 meses la uña ha alcanzado la condición de antes al proceso de manicura estética completamente.

## Peligros
En un centro estético poco higiénico es posible contraer una infección en la  uña si los dispositivos aplicados no fueron desinfectados o cambiados. Por lo tanto, la higiene para cada estudio de uña es la obligación más importante.
Un/a Manicuro/ra que realice una labor negligente puede ocasionar una gran molestia en la uña del cliente (reconocible en sitios rojos de la uña) que es muy doloroso y también puede conllevar infecciones si es postiza (limada) atraviesa a la natural. 
El cliente puede dañarse su propia uña al intentar extraerse la postiza. Esto puede pasar en muy raros casos, si el avance de la uña se ve perjudicado (crecimiento ondulado) la alta palanca, fuerza la zona de ese crecimiento. Un lifting rápido en la uña, puede ser perjudicial porque la humedad se junta y puede desarrollar un ambiente húmedo favoreciendo el incremento de gérmenes y hongos.
En los últimos tiempos se han dado diversas contraindicaciones, que debe de consultarse, una de las más peligrosas es el uso de lámparas de secado UV, por los problemas asociados de cáncer de piel.